# Shohrat Zakir
Shohrat Zakir (tiếng Uyghur: شۆھرەت زاكىر; sinh tháng 8 năm 1953) là chính khách nước Cộng hòa Nhân dân Trung Hoa, người Duy Ngô Nhĩ. Ông từng giữ chức vụ Phó Bí thư Khu ủy Khu tự trị Duy Ngô Nhĩ Tân Cương, Chủ tịch Chính phủ nhân dân Khu tự trị Duy Ngô Nhĩ Tân Cương từ tháng 12 năm 2014. Từ tháng 10 năm 2017, ông là Ủy viên Ủy ban Trung ương Đảng Cộng sản Trung Quốc khóa XIX. Ông sinh tại Y Ninh (Ghulja). Ông học tại Đại học Thiên Tân. Ông là cựu Thị trưởng Ürümqi. Ông học khoa học máy tính ở tỉnh Hồ Bắc.

## Tiểu sử
Zakir sinh trưởng một gia đình có lịch sử cách mạng. Ông của ông, Kaur Zakir, là một nhà tư tưởng tiến bộ trong thời kỳ quân phiệt và bị xử tử bởi các điệp viên nhà nước cùng với Mao Trạch Dân và Trần Đàm Thu. Cha của ông, Abdullah Zakrof là một trong những người dân tộc Duy Ngô Nhĩ đầu tiên gia nhập tổ chức đảng Tân Cương ngay sau khi thành lập nước Cộng hòa Nhân dân Trung Hoa năm 1949. Trước Cách mạng Văn hóa, cha của Zakir là Ủy viên Ban Thường vụ Khu ủy Khu tự trị Duy Ngô Nhĩ Tân Cương và Phó Chủ tịch Chính phủ nhân dân Khu tự trị Duy Ngô Nhĩ Tân Cương.
Từ năm 1970 đến năm 1972, Zakir nhận được "tái giáo dục thông qua lao động" ở nông thôn Tân Cương. Sau đó, ông làm giáo viên tại một trường tiểu học ở Ürümqi. Ông được chuyển đến trường Địa Oa Bảo vào năm 1974. Tháng 3 năm 1978, ông rời quê hương đến Hồ Bắc theo học Cao đẳng Dầu mỏ Giang Hán (nay là Đại học Dương Tử) nằm ở Kinh Châu, nơi ông học khoa học máy tính. Sau đó, ông trở về Tân Cương trở thành nhà nghiên cứu tại một Viện Khoa học Trái Đất. Tháng 6 năm 1984, ông gia nhập chính phủ, làm việc cho Ủy ban Kinh tế Khu tự trị Duy Ngô Nhĩ Tân Cương.
Từ năm 1982 đến năm 1986, Zakir lấy bằng tiếng Anh tại Trường Cao đẳng nghề Urumqi. Trong thời gian này, ông cũng gia nhập Đảng Cộng sản Trung Quốc. Sau đó, ông làm việc trong một loạt vai trò hỗ trợ tăng trưởng kinh tế và thương mại trong chính phủ khu tự trị. Tháng 3 năm 2001, ông được bổ nhiệm làm Thị trưởng thành phố Ürümqi. Bắt đầu từ tháng 12 năm 2005, ông làm việc cho Binh đoàn sản xuất và xây dựng Tân Cương. Trong năm 2007, ông cũng nhận được học vị Thạc sĩ Quản trị Kinh doanh cấp quản lý từ Đại học Thiên Tân. Tại hội nghị lần thứ nhất Đại hội đại biểu Nhân dân toàn quốc khóa XI năm 2008, Zakir được bầu làm Ủy viên Ủy ban Dân tộc của Đại hội đại biểu Nhân dân toàn quốc. Tháng 6 năm 2011, ông nhậm chức Phó Chủ nhiệm Ủy ban Dân tộc của Đại hội đại biểu Nhân dân toàn quốc. Tháng 1 năm 2014, ông được bầu làm Chủ nhiệm Ủy ban Thường vụ Đại hội đại biểu Nhân dân Khu tự trị Duy Ngô Nhĩ Tân Cương, và vào tháng 12 năm 2014, ông được bổ nhiệm làm Chủ tịch Chính phủ nhân dân Khu tự trị Duy Ngô Nhĩ Tân Cương, thay thế Nur Bekri.